# Eisenkehl
Mit Eisenkehl werden ein Wohnplatz und ein Bergsporn auf dem Gebiet der Ortsgemeinde Weidenthal im Landkreis Bad Dürkheim in Rheinland-Pfalz bezeichnet. Eine Gedenktafel erinnert an eine Straßenbegradigung von 1824.

## Geographie
Der nach Osten orientierte Bergsporn Eisenkehl zwingt den Hochspeyerbach zu einer weit ausholenden Schleife, der bis ins 19. Jahrhundert die alte Straße folgte.

## Geschichte

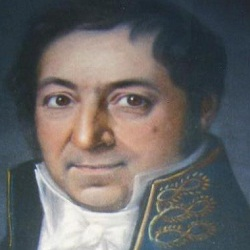
Johann Bernhard Spatz in der Uniform eines Baubeamten

Im Jahr 1824 erfolgte ein Straßenneubau, der nach Sprengung des Felsens die Wegführung um 700 Meter verkürzte. Eine am Durchbruch angebrachte Eisentafel erinnert in Latein an die Baumaßnahme:
„MAXIMILIAN • JOSEPHUS •

REX • BAVARIAE •

RUPEM • PANDIT •

VIAM • CONDIT •

MDCCCXXIV •“
Maximilian Joseph, König von Bayern, sprengte den Fels, baute die Straße 1824. Selbstverständlich hatte der König nur diese Baumaßnahme genehmigt. Lothar Keller hat Johann Bernhard Spatz als planenden Baubeamten identifiziert. Er bezeichnete ihn zudem 1980 als „Wegbereiter des modernen Straßenbaus“ in der Pfalz.
Auch nach der partiellen Eröffnung der Pfälzischen Ludwigsbahn 1848 durchfuhren die Reisenden den Durchstich am Eisenkehl zunächst mit der Kutsche. Erst mit der Vollendung des 65 Meter langen „Eisenkeil-Tunnels“ am 25. August 1849 konnte der Lückenschluss zwischen Frankenstein und Neustadt an der Haardt erfolgen. Der Tunnel liegt oberhalb der begradigten Straße.
An der ehemaligen Landstraße entstand die kleine Wohnsiedlung Eisenkehl. Ihre einzige Straße ist die heutige Eisenkehlstraße. Der Durchstich wurde später verbreitet und dem modernen Verkehr angepasst. Zuletzt wurde die Bundesstraße 39 1976/1977 aufgeweitet und um Bürgersteige ergänzt.

## Trivia
Der Bahntunnel wird regional auch Eisenkehltunnel genannt, seine offizielle Tafel am Südportal hat die Inschrift: „EISENKEIL | 64 m“.

## Belege
1. ↑  Lothar Keller: Johann Bernhard Spatz. Leben und Wirken eines Ingenieurs.